# Maximilian Pfaff
Maximilian Pfaff (* 1979 in Kempten) ist ein ehemaliger deutscher Schauspieler, der von 2000 bis 2007 in zahlreichen Fernsehproduktionen zu sehen war.

## Leben
Pfaff ist der Sohn des verstorbenen Schauspielers Dieter Pfaff und dessen Ehefrau Eva Maria Emminger. Seine Schwester ist die Drehbuchautorin Johanna Pfaff.
Sein Filmdebüt gab Pfaff 2000 im Spielfilm Zwei vom Blitz getroffen. In der Fernsehserie Für alle Fälle Stefanie spielte er in drei Episoden Hagen Blauchstetter. 2001 war er neben seinem Vater in einer Folge der Fernsehserie Sperling zu sehen. 2002 hatte er eine Besetzung im Tatort Außer Kontrolle. Nach seiner Schauspielerkarriere wurde Pfaff Entwickler und Manager vor allem im Gaming-Sektor.

## Filmografie (Auswahl)
- 2000: Zwei vom Blitz getroffen (Fernsehfilm)
- 2000–2001: Für alle Fälle Stefanie (Fernsehserie, 3 Episoden)
- 2001: Alarm für Cobra 11 – Die Autobahnpolizei (Fernsehserie, Episoden 5×01, 6x06)
- 2001: Sperling (Fernsehserie, Episode 1x11)
- 2001: Schutzengel gesucht (Fernsehfilm)
- 2001: Weihnachtsbier (Kurzfilm)
- 2001: Unser Pappa (Fernsehfilm)
- 2002: Sternenfänger (Fernsehserie, Episode 1x16)
- 2002: Kommissar Rex (Fernsehserie, Episode 8x02)
- 2002: Tatort: Außer Kontrolle
- 2003: Novaks Ultimatum
- 2004: Unser Pappa – Herzenswünsche (Fernsehfilm)
- 2004: Küstenwache (Fernsehserie, Episode 7x09)
- 2004: Familie Dr. Kleist (Fernsehserie, Episode 1x13)
- 2005: SOKO München (Fernsehserie, Episode 27x08)
- 2006: M.E.T.R.O. – Ein Team auf Leben und Tod (Fernsehserie, Episode 1x07)
- 2007: Küstenwache (Fernsehserie, Episode 10x14)